# Plozévet
Plozévet (en bretó Plozeved) és un municipi francès, situat a la regió de Bretanya, al departament de Finisterre. L'any 2006 tenia 2.900 habitants. El 23 de novembre de 2007 el consell municipal va aprovar la carta Ya d'ar brezhoneg. A l'inici del curs 2007 el 9,6% dels alumnes del municipi eren matriculats a la primària bilingüe.

## Demografia
| 1962                                       | 1968  | 1975  | 1982  | 1990  | 1999  |  |
| ------------------------------------------ | ----- | ----- | ----- | ----- | ----- |  |
| 3.675                                      | 3.541 | 3.249 | 3.102 | 2.838 | 2.748 |  |
| Des de 1962: població sense dobles comptes |       |       |       |       |       |  |

## Administració
| Període | Identitat         | Partit |
| ------- | ----------------- | ------ |
| 2001-   | Pierre Plouzennec |        |